# Ain't 2 Proud 2 Beg
Ain't 2 Proud 2 Beg is de eerste single van de Amerikaanse band TLC, een single die aan het debuutalbum Ooooooohhh.... On the TLC Tip voorafging.
Het newjackswing-hiphopnummer werd 1991 uitgebracht op cd, 7 en 12 inch en compact cassette. Het behaalde de 6de plaats in de Billboard Hot 100.